# جون وليامز (لاعب كريكت بريطاني)
جون وليامز (8 نوفمبر 1980 في المملكة المتحدة - )  (بالإنجليزية: John Williams)‏ هو لاعب كريكت بريطاني. لعب مع Somerset Cricket Board ‏.